# Idaea subcompleta
Idaea subcompleta är en fjärilsart som beskrevs av Fernandez 1931. Idaea subcompleta ingår i släktet Idaea och familjen mätare. Inga underarter finns listade i Catalogue of Life.